# Filtro gaussiano
Filtro gaussiano é um filtro capaz de reduzir o nível de ruído de um sinal de entrada, a fim de diminuir a distorção numa imagem .